# Solo (album d'Ultimo)
Pour les articles homonymes, voir Solo.
Albums de Ultimo
Colpa delle favole
(2019) Alba
(2021)
Singles
1. Tutto questo sei tu
Sortie : 13 décembre 2019
2. 22 settembre
Sortie : 22 septembre 2020
3. 7+3
Sortie : 22 décembre 2020
4. Buongiorno vita
Sortie : 23 avril 2021
5. Niente
Sortie : 15 octobre 2021
6. Supereroi
Sortie : 10 décembre 2021

Solo est le quatrième album studio de l'auteur-compositeur-interprète italien Ultimo. Publié le 22 octobre 2021, il contient 17 titres. La semaine de sa sortie, l'album se classe en  1re place du classement de la Federazione Industria Musicale Italiana (FIMI). Six singles en sont tirés, dont, entre autres : Tutto questo sei tu, premier single qui en est extrait, qui s'est, lui aussi, classé à la 1re place du hit-parade et a été certifié double disque de platine, dans la catégorie single ; et Supereroi, faisant partie de la bande originale du film du même nom de Paolo Genovese.
En mars 2025, la plus haute certification de cet album est un quadruple disque de platine en Italie. Au total, dix des dix-sept titres ont reçu une certification, allant du disque d'or au double disque de platine.

## Présentation
Le 22 septembre 2021, Ultimo annonce la sortie de son prochain album, dont la tracklist est publiée le lendemain,. Anticipé par un total de cinq singles, publiés entre décembre 2019 et octobre 2021, l'album sort finalement le 22 octobre 2021,. Il comprend 17 chansons, toutes écrites et composées par Ultimo pendant les deux années précédant sa publication, à l'exception de Sul finale, écrite en 2017. À son pic, il se classe à la 1re place du classement de la FIMI en Italie, et à la 12e place du Schweizer Hitparade en Suisse
Parmi les singles, on compte Tutto questo sei tu, qui se classe à la 1re place du classement de la FIMI à sa sortie en décembre 2019. Après la sortie de l'album, un dernier single est publié : Supereroi, titre faisant partie de la bande originale du film du même nom de Paolo Genovese.
En mars 2025, la plus haute certification de cet album est un quadruple disque de platine.

## Pistes
Toutes les chansons sont écrites et composées par Niccolò Moriconi (Ultimo).
| 1.    | Il bambino che contava le stelle | 2:27 |
| 2.    | Niente                           | 3:58 |
| 3.    | Sul finale                       | 3:54 |
| 4.    | Solo                             | 3:42 |
| 5.    | Spari sul petto                  | 3:10 |
| 6.    | Isolamento                       | 3:01 |
| 7.    | Quel filo che ci unisce          | 4:14 |
| 8.    | Supereroi                        | 4:23 |
| 9.    | La finestra di Greta             | 3:15 |
| 10.   | Buongiorno vita                  | 3:10 |
| 11.   | Quei ragazzi                     | 3:25 |
| 12.   | Non sapere mai dove si va        | 3:02 |
| 13.   | 22 settembre                     | 3:50 |
| 14.   | 7+3                              | 3:13 |
| 15.   | Tutto questo sei tu              | 4:04 |
| 16.   | Non amo                          | 2:43 |
| 17.   | 2:43 AM                          | 3:08 |
| 58:39 |                                  |      |

## Classements et certifications
| Pays                         | Meilleure position | Ref.   |
| ---------------------------- | ------------------ | ------ |
| Italie (FIMI)                | 1                  | [ 13 ] |
| Suisse (Schweizer Hitparade) | 12                 | [ 9 ]  |

| Année | Pays          | Position | Ref.   |
| ----- | ------------- | -------- | ------ |
| 2021  | Italie (FIMI) | 14       | [ 14 ] |
| 2022  | Italie (FIMI) | 16       | [ 15 ] |
| 2023  | Italie (FIMI) | 63       | [ 16 ] |
| 2024  | Italie (FIMI) | 68       | [ 17 ] |

| Pays          | Certifications | Ref.   |
| ------------- | -------------- | ------ |
| Italie (FIMI) | 3 × Platine    | [ 13 ] |

## Solo-Home Piano Session
Le 25 mars 2022 sort Solo - Home Piano Session, réédition de Solo, contenant, en plus de l'album dans sa version initiale, 6 titres réarrangés en version acoustique piano voix et le titre inédit Equilibrio mentale. L'album est publié en version physique en édition limitée de 5 000 copies.

### Pistes
Toutes les chansons sont écrites et composées par Niccolò Moriconi (Ultimo).
| CD1   | CD1                              | CD1   | CD1 | CD1 | CD1 | CD1 | CD1 | CD1 | CD1 |
| No    | Titre                            | Durée |     |     |     |     |     |     |     |
| ----- | -------------------------------- | ----- | --- | --- | --- | --- | --- | --- | --- |
| 1.    | Il bambino che contava le stelle | 2:27  |     |     |     |     |     |     |     |
| 2.    | Niente                           | 3:58  |     |     |     |     |     |     |     |
| 3.    | Sul finale                       | 3:54  |     |     |     |     |     |     |     |
| 4.    | Solo                             | 3:42  |     |     |     |     |     |     |     |
| 5.    | Spari sul petto                  | 3:10  |     |     |     |     |     |     |     |
| 6.    | Isolamento                       | 3:01  |     |     |     |     |     |     |     |
| 7.    | Quel filo che ci unisce          | 4:14  |     |     |     |     |     |     |     |
| 8.    | Supereroi                        | 4:23  |     |     |     |     |     |     |     |
| 9.    | La finestra di Greta             | 3:15  |     |     |     |     |     |     |     |
| 10.   | Buongiorno vita                  | 3:10  |     |     |     |     |     |     |     |
| 11.   | Quei ragazzi                     | 3:25  |     |     |     |     |     |     |     |
| 12.   | Non sapere mai dove si va        | 3:02  |     |     |     |     |     |     |     |
| 13.   | 22 settembre                     | 3:50  |     |     |     |     |     |     |     |
| 14.   | 7+3                              | 3:13  |     |     |     |     |     |     |     |
| 15.   | Tutto questo sei tu              | 4:04  |     |     |     |     |     |     |     |
| 16.   | Non amo                          | 2:43  |     |     |     |     |     |     |     |
| 17.   | 2:43 AM                          | 3:08  |     |     |     |     |     |     |     |
| 58:39 |                                  |       |     |     |     |     |     |     |     |

| CD2   | CD2                                                   | CD2   | CD2 | CD2 | CD2 | CD2 | CD2 | CD2 | CD2 |
| No    | Titre                                                 | Durée |     |     |     |     |     |     |     |
| ----- | ----------------------------------------------------- | ----- | --- | --- | --- | --- | --- | --- | --- |
| 18.   | Equilibrio mentale - Home Piano Session               |       |     |     |     |     |     |     |     |
| 19.   | Il bambino che contava le stelle - Home Piano Session |       |     |     |     |     |     |     |     |
| 20.   | Solo - Home Piano Session                             |       |     |     |     |     |     |     |     |
| 21.   | Isolamento - Home Piano Session                       |       |     |     |     |     |     |     |     |
| 22.   | Niente - Home Piano Session                           |       |     |     |     |     |     |     |     |
| 23.   | Quel filo che ci unisce - Home Piano Session          |       |     |     |     |     |     |     |     |
| 24.   | Sul finale - Home Piano Session                       |       |     |     |     |     |     |     |     |
| 24:43 |                                                       |       |     |     |     |     |     |     |     |